# Kap Kinnes
Kap Kinnes ist ein Kap an der Westküste der Joinville-Insel vor der Nordspitze der Antarktischen Halbinsel. Es begrenzt südlich die Einfahrt vom Antarctic-Sund in die Suspiros Bay.
Teilnehmer der Dundee Whaling Expedition (1892–1893) benannten das Kap nach dem Schiffseigner Robert Kinnes (1854–1940), einem Sponsor dieser Forschungsreise.